# Eisfeld
Eisfeld (pronunciación en alemán: /ˈaɪ̯sˌfɛlt/ⓘ) es una ciudad situada en el distrito de Hildburghausen, en el estado federado de Turingia (Alemania), a una altitud de 440 metros. Su población a finales de 2016 era de unos 5600 habitantes y su densidad poblacional, 110 hab/km².
Se encuentra ubicada a poca distancia al norte de la frontera con el estado de Baviera.